# Yaviza

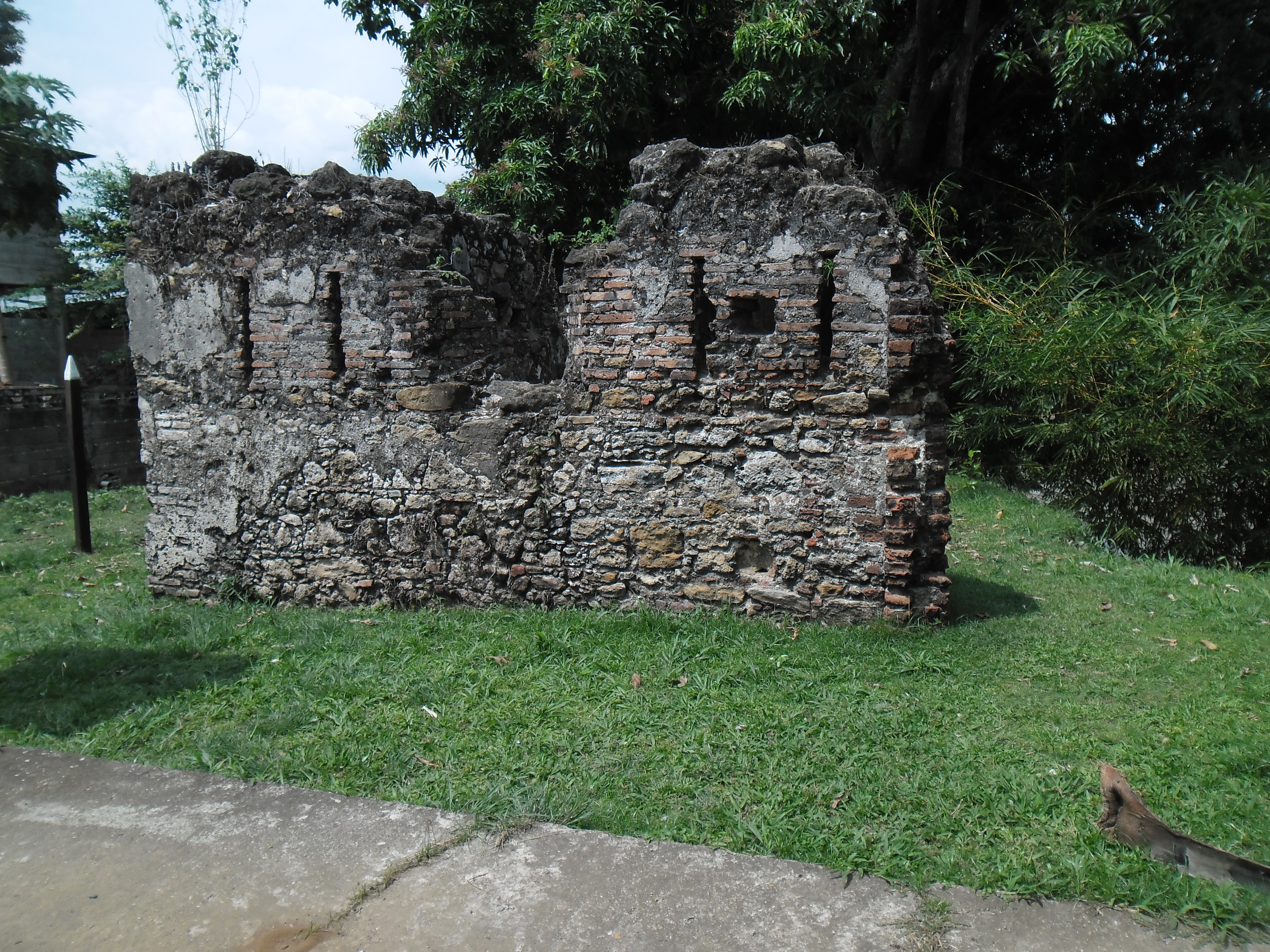
Ruinele Fortului San Gerónimo de Yaviza

Yaviza este un oraș și corregimiento din districtul Pinogana, provincia Darién, Panama, cu o populație de 4.441 în 2010. 

## Locație
Orașul marchează capătul de sud-est al jumătatei de nord a Autostrăzii Panamericane, la capătul de nord al golfului Darién.  Se întinde pe râul Chucunaque, un afluent major al râului Tuira, de-a lungul căruia are loc călătoria cu barca în golful Darién. Cel mai apropiat oraș de pe traseul fluviului este El Real de Santa María, care este capitala districtului Pinogana.

## Demografie
Populația din Yaviza în 1990 era de 8.452, scăzând la 3.317, după cum a fost înregistrat în anul 2000, și crescând la 4.441 în 2010. 

## Istorie
Orașul a fost fondat de misionari spanioli sub numele de San Jerónimo de Yaviza în septembrie 1638.  Un fort spaniol (Fuerte de San Geronimo de Yaviza) a fost construit în 1760 și grav avariat de un atac al indigenilor Guna în 1780.  O inundație a distrus jumătate din ruinele rămase la mijlocul secolului al XX-lea. 

Harta golfului Darién și a ruperii de pe Autostrada Panamericană dintre Yaviza, Panama și Turbo, Columbia

Pe măsură ce a fost construită Autostrada Panamericană, aceasta a ajuns în cele din urmă la Yaviza ca un drum de pământ. Dar planurile de finalizare a drumului către Columbia au fost oprite, lăsând Yaviza ca punct final al jumătatei de nord a autostrăzii.  Ultimele secțiuni ale autostrăzii către Yaviza au fost îmbunătățite și acum sunt asfaltate. 